# 안산휴게소
안산휴게소(安山休憩所, Ansan Service Area)는 경기도 안산시 단원구 선부동 영동고속도로 15 에 위치한 영동고속도로의 휴게소이다. 양방향 모두 휴게소가 존재하며, 양방향 모두 휴게소가 통합형으로 존재한다. 이전부터 쉼터가 없어 이용객들의 민원이 잦던 인천 - 용인 이용객 불편해소이다. 원래는 동수원 나들목 부근에 있는 옛 본선요금소 부지에 수원휴게소를 지을 예정이었으나 해당 부지가 광교신도시 예정 부지로 편입됩에 따라 개발이 어려워져 대체부지로 선정 된 곳이 바로 이 곳이다. 서안산 나들목와 가까워 진출입시 유의해야 한다

## 역사
- 2016년 7월 20일 : 2019년 12월 31일까지 안산복합휴게소 조성 공사를 위해 경기도 안산시 선부동, 화정동 5.629km 구간 도로구역 변경[2]
- 2019년 11월 22일 : 2022년 5월 까지 안산휴게소 신설 공사로 인해 경기도 안산시 단윈구 선부동 55m 구간 도로구역 변경[3]
- 2022년 5월 2일 : 휴게소 신설 개장과 함께 안산휴게소로 영업 개시[4]

## 시설

### 인천 방향
- 주차장
- 화장실
- 수유실
- 종합안내소
- 열린매장 코너
- 하이패스 충전소
- 브랜드매장 : 파스쿠치, 노브랜드버거, 탐앤탐스
- 편의점 : CU (인천방향)
- 화물차 고객쉼터 (샤워시설, 탈의실, 안마의자 등)
- 경정비소 : 없음
- 정유소: SK에너지
- LPG충전소 : SK에너지
- 현금 자동 입출금기
- 전기차충전소

### 강릉 방향
- 주차장
- 수유실
- 화장실
- 약국
- 하이패스 충전소
- 전기차 충전소
- LPG충전소 : SK에너지
- 브랜드 매장 : 파스쿠치,  탐앤탐스 (강릉방향)
- 편의점: CU (강릉방향)
- 식당가 : 풍경마루, 유천냉면, 내가 이나라의국수다, 신의주찹쌀순대, 혜화동돈까스, 인더비엣, 구라파부대찌개
- 정유소: SK에너지
- LPG충전소 : SK에너지

## 전후
인천 방향
- 서안산 나들목 ←안산휴게소← 안산 나들목
- 군자요금소 ←안산휴게소← 용인휴게소

강릉 방향
- 서안산 나들목 →안산휴게소→안산 나들목
- 군자 요금소 →안산휴게소→용인휴게소